# The Garbage Pail Kids Movie
The Garbage Pail Kids Movie is een Amerikaanse fantasyfilm uit 1987, geregisseerd door Rod Amateau en gebaseerd op de Garbage Pail Kids-verzamelkaarten. De film flopte en wordt aanzien als een van de "meest slechte films aller tijden".

## Verhaal
In de antiekshop van Captain Manzini wordt Dodger belaagd door enkele pesters waarvan Juice de leider is. Tijdens het gevecht openen ze per toeval een buitenaardse afvalbak. Dodger wordt door de pesters vastgeketend, maar plots duiken er kleine, mysterieuze personen op die hem bevrijden. Deze buitenaardse wezens waren opgesloten in de vuilnisbak.
Manzini is ontzet dat de "Garbage Pail Kids" zijn vrijgelaten, maar stelt hen voor: de opvliegende Greaser, Messy Tessie met een druipneus, de flatulente Windy Winston, Valerie Vomit die op commando braakt, de schreeuwerige baby Fou Phil die een slechte ademgeur heeft, de obese Nat Nerd die gekleed gaat als een superheld en de antropomorfe Ali Gator die mens/alligator-is. Manzini is van mening dat de "kids" zich niet in het openbaar mogen laten zien, maar dat hij hen evenmin in de afvalbak kan terugtoveren.
De "Kids" stelen een vrachtwagen en rijden daarmee de auto van Juice plat en houden daarna een kampvuur met gestolen voedsel. Dit leidt tot een indigestie. De "Kids" hebben een kledingsstuk ontworpen. Wanneer Dodger dit toont aan ontwerpster Tangarine - de vriendin van Juice -, wil zij deze verkopen en vraagt naar meer van zulke kledij. De "Kids" beginnen aan deze opdracht, maar beslissen om zich te verkleden en deze zelf publiekelijk te verkopen. Tangarine maakt voorbereidingen voor een modeshow om de kledij te presenteren.
De "Kids" worden gevonden door Juice en zijn bende en brengen ze over naar een "huis voor de lelijken", een gevangenis waar mensen die te lelijk zijn voor de gemeenschap opgesloten worden. Met behulp van onder andere Dodger en Manzini worden ze bevrijd. Ze gaan naar de modeshow om deze te saboteren wat hen lukt. Tangarine verontschuldigt zich, maar deze worden niet aanvaard. Manzini heeft een manier gevonden om de "Kids" terug op te sluiten, maar deze zijn reeds gevlucht in een gestolen quad.

## Rolverdeling
| Acteur                | Personage           | Stemacteur    |
| --------------------- | ------------------- | ------------- |
| Anthony Newley        | Captain Manzini     |               |
| Mackenzie Astin       | Dodger              |               |
| Katie Barberi         | Tangerine           |               |
| Ron MacLachlan        | Juice               |               |
| J.P. Amateau          | Wally               |               |
| Marjory Graue         | Blythe              |               |
| John Herman Shaner    | politieman          |               |
| Leo Gordon            | cipier              |               |
| Patty Lloyd           | adoptiemoeder       |               |
| John Cade             | Barman              |               |
| Lynn Cartwright       | medewerker modeshow |               |
| Phil Fondacaro        | Greaser Greg        | Jim Cummings  |
| Debbie Lee Carrington | Valerie Vomit       |               |
| Kevin Thompson        | Ali Gator           |               |
| Robert Bell           | Foul Phil           | Chloe Amateau |
| Larry Green           | Nat Nerd            | Jim Cummings  |
| Arturo Gil            | Windy Winston       |               |
| Sue Rossitto          | Messy Tessie        | Teri Benaron  |

## Nominaties
| Wedstrijd                      | Categorie            | Ontvanger(s)                                       | Resultaat   | Ref.  |
| ------------------------------ | -------------------- | -------------------------------------------------- | ----------- | ----- |
| Stinkers Bad Movie Awards 1987 | Worst Picture        | Mary Lambert                                       | Genomineerd | [ 6 ] |
| Stinkers Bad Movie Awards 1987 | Worst New Star       | Garbage Pail Kids                                  | Genomineerd | [ 6 ] |
| Golden Raspberry Awards 1987   | Worst Original Song  | "You Can Be a Garbage Pail Kid", van Michael Lloyd | Genomineerd | [ 7 ] |
| Golden Raspberry Awards 1987   | Worst Visual effects |                                                    | Genomineerd | [ 7 ] |